# Хьюстон, Уитни
Уи́тни Эли́забет Хью́стон (англ. Whitney Elizabeth Houston; 9 августа 1963, Ньюарк, Нью-Джерси, США — 11 февраля 2012, Беверли-Хиллз, Калифорния, США) — американская актриса кино и телевидения, поп-, соул- и ритм-энд-блюзовая певица, продюсер и фотомодель. Одна из самых коммерчески успешных исполнительниц в истории мировой музыки. Известна своими музыкальными достижениями, вокальными способностями и скандальной личной жизнью.
Статус суперзвезды закрепился за Хьюстон после выхода в 1992 году на широкие мировые экраны фильма «Телохранитель», в котором она сыграла одну из главных ролей (вместе с Кевином Костнером) и исполнила основные музыкальные партии. Баллада «I Will Always Love You» («Я всегда буду любить тебя») из этого фильма имела огромный успех, став не только мировым хитом и самым продаваемым синглом среди певиц в истории музыки, но и «гимном любви». Лауреат более 400 наград, включая 7 наград «Грэмми», 31 награду Billboard Music Award, 22 награды American Music Award, 7 наград Soul Train Music Award, 16 наград NAACP Image Awards, награду «Эмми», награду BET Lifetime Achievement Award и множество других премий и наград звукозаписывающей и развлекательной индустрии.
Согласно Книге рекордов Гиннесса, к 2009 году Хьюстон являлась артисткой с самым большим количеством наград (англ. The Most Awarded Female Artist of All Time). По утверждениям её рекорд-лейбла, общий объём проданных записей составляет 170 млн копий. По версии Американской ассоциации звукозаписывающих компаний, Хьюстон является четвёртой певицей в списке самых коммерчески успешных исполнителей в США, сертифицированный тираж записей которой составляет 55 млн единиц в этой стране. Журнал Rolling Stone включил Хьюстон в список 100 величайших исполнителей под общим 34-м номером.

## Начало карьеры
Уитни Хьюстон родилась 9 августа 1963 года в городе Ньюарк штата Нью-Джерси младшей из троих детей в семье Джона и Сисси Хьюстон. В детстве и отрочестве посещала баптистскую и пятидесятническую церкви. Мать Хьюстон, Сисси, её двоюродная сестра Дайон Уорвик являются известными фигурами в мире ритм-энд-блюза, соул и госпел-музыки. Такое окружение не могло не сказаться на выборе жизненного пути и карьеры Хьюстон. В возрасте одиннадцати лет она начинает солировать в младшем госпел-хоре баптистской «Церкви новой надежды» в Нью-Йорке.
В юности Хьюстон знакомится с артистической атмосферой. Она много разъезжает со своей матерью, делает первые попытки выступления в качестве певицы, выступает как бэк-вокалистка у Чаки Хан, а также снимается в рекламе для подростков.
К началу 1980-х годов Хьюстон уже имеет два контракта со звукозаписывающими компаниями. Однако более серьёзное предложение приходит к ней в 1983 году, когда её выступление со своей матерью в одном из ночных клубов Нью-Йорка замечает представитель Arista Records и рекомендует Уитни главе рекорд-лейбла Клайву Дэвису. Дэвис оказывается весьма впечатлён. Позже он предлагает молодой исполнительнице контракт, который она заключает с его компанией. Затем в том же году Уитни Хьюстон дебютирует на всю страну в популярном тогда телевизионном «Шоу Мёрва Гриффина» (англ. Merv Griffin’s Show) с песней «Home».

## 1980-е годы

### Whitney HoustonиWhitney
В феврале 1985 года выходит дебютный одноимённый альбом Whitney Houston. Первоначально он продавался скромно. Но с выходом второго после «Someone for Me» сингла, «You Give Good Love», который достиг третьего места в чарте U.S. Billboard Hot 100 и первых мест в других R&B-чартах, альбом начинает продвигаться вверх в рейтингах продаж и популярности.
Хьюстон начинает выступать во многих популярных вечерних шоу, прежде обычно закрытых для чёрных исполнителей. Последующие синглы — романтическая баллада «Saving All My Love for You», танцевальный трек «How Will I Know», открывший певицу для аудитории MTV, и «The Greatest Love of All» — достигли первых мест в поп- и ритм-энд-блюз-чартах, закрепив за молодой певицей статус исполнительницы для широкой публики.
В 1986 году, спустя год после выхода, альбом Whitney Houston возглавил чарт Billboard 200 и продержался на этой позиции последовательно 14 недель. Альбом обрёл международный коммерческий успех, превысив планку в 13 млн проданных копий только в США, и стал самым продаваемым дебютным альбомом среди певиц.
Сама пластинка собрала положительные отзывы критиков и похвалы для исполнительницы. Журнал Rolling Stone назвал Уитни «одним из самых восхитительных новых голосов в последние годы». В том же году певица отправилась в своё первое турне The Greatest Love Tour и получила свою первую «Грэмми» в категории «Лучшая поп-исполнительница» за песню «Saving All My Love for You», а также награды «Эмми», American Music Awards и MTV Video Music Awards.
Дебют певицы в настоящее время включён в списки лучших альбомов «всех времён»: Rolling Stone’s 500 Greatest Albums of All Time и The Rock & Roll Hall of Fame’s Definitive 200.
Второй альбом, Whitney, был выпущен в июне 1987 года. Он стал первым альбомом в истории среди исполнительниц, который дебютировал под первым номером в чарте Billboard 200 в США и в Великобритании. Первые четыре сингла с альбома — «I Wanna Dance with Somebody (Who Loves Me)», «Didn’t We Almost Have It All», «So Emotional» и «Where Do Broken Hearts Go» — достигли первых мест в Billboard Hot 100. Семь последовательных синглов в Hot 100 стали хитами номер один, побив прежний рекорд (шесть синглов) The Beatles и Bee Gees. Однако ни одна песня не возглавила R&B-чарты. Whitney получил 9-кратный платиновый сертификат в США и был продан в количестве около 20 млн копий по всему миру. Многие критики отмечали, что этот альбом слишком похож на предыдущий. Rolling Stone отмечал, что «узкая дорога, через которую этот талант направляется, расстраивает».
Хьюстон выиграла свою вторую награду «Грэмми» в 1988 году в той же категории за «I Wanna Dance with Somebody» и совершила всемирное турне The Moment of Truth Tour. В том же году она записала песню «One Moment in Time» для NBC для летних Олимпийских игр 1988 года в Сеуле, занявшую 5-е место в национальном чарте США и первые места в чартах Великобритании и Германии.
Несмотря на всемирный успех первых двух альбомов Уитни Хьюстон, многие афроамериканские критики отмечали, что её музыка «слишком белая» и поэтому она хорошо продаётся. Многие замечали, что её пению на записях не хватает душевности, в отличие от её живых концертов. В 1989 году на Soul Train Music Awards, когда имя Уитни было оглашено в номинации, публика освистала её. Певица ответила на критику: «Если вы хотите иметь долгую карьеру, то это неизбежный путь, и я по нему иду. Мне за это не стыдно». Тем не менее, Хьюстон решила привнести в свою музыку новое, урбанистическое, звучание.

## 1990-е годы

### I’m Your Baby Tonight

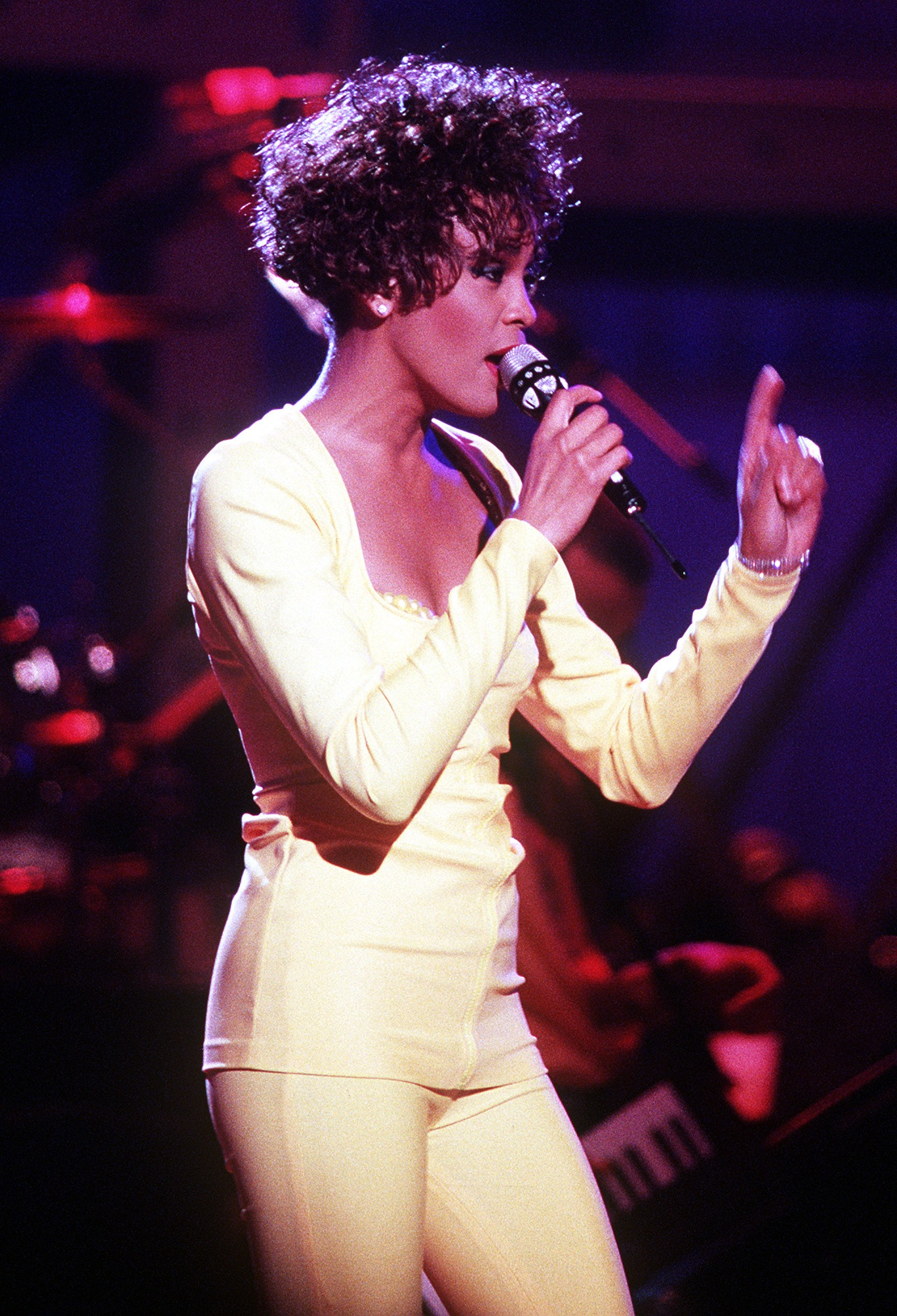
Хьюстон во время исполнения песни «Saving All My Love for You» на концерте Welcome Home Heroes. 1991

Третий студийный альбом I’m Your Baby Tonight был выпущен в ноябре 1990 года. В работе над ним были задействованы такие величины, как Бэбифейс, Эл-Эй Рид, Лютер Вэндросс и Стиви Уандер. Альбом продемонстрировал способность певицы хорошо исполнять как жёсткие ритмичные композиции, так и душевные баллады и танцевальные треки. Альбом добрался до третьего места в Billboard 200 и получил 4-кратный платиновый сертификат в США, по всему миру было продано 10 млн копий. Хотя с коммерческой точки зрения этот альбом продавался хуже, чем два предыдущих, он получил похвалу критиков. Тот же Rolling Stone назвал его «лучшим и самым цельным альбомом» Уитни Хьюстон.
Хьюстон исполнила «The Star Spangled Banner» перед финальным матчем чемпионата НФЛ по американскому футболу в январе 1991 года. Эта запись песни была выпущена как коммерческий сингл, который попал в двадцатку U.S. Hot 100, сделав Хьюстон первым артистом, выпустившим национальный гимн в качестве хита. Свою долю выручки певица пожертвовала Американскому Красному Кресту. Десять лет спустя песня была перевыпущена после терактов 11 сентября 2001 года.
В 1991 году Хьюстон совершила турне I’m Your Baby Tonight Tour, названное «худшим турне года».

### «Телохранитель» и другие фильмы
В ноябре 1992 года Хьюстон успешно дебютировала как актриса в фильме «Телохранитель» с участием Кевина Костнера. Хьюстон записала шесть песен для фильма, главная из которых — кавер-версия кантри-песни Долли Партон «I Will Always Love You». Некоторые продюсеры были скептически настроены по отношению к этой песне, не веря в её коммерческий успех и слабую ротацию на радио из-за медленного начала а капелла. Тем не менее, после выпуска песни в качестве сингла, певицу ждал оглушительный успех. «I Will Always Love You» возглавляла чарт Billboard Hot 100 последовательно в течение 14 недель, став для исполнительницы самым успешным и значительным релизом во всей её карьере. Этот сингл до сих пор остается самым продаваемым среди певиц, а сам альбом получил 17-кратный платиновый сертификат в США и был продан в количестве 43 млн копий, став самым продаваемым саундтреком в истории звукозаписывающей индустрии. Уитни Хьюстон выиграла три премии «Грэмми», включая самые почётные номинации — «Альбом года» и «Запись года».
Я была до смерти напугана ролью в «Телохранителе». Это же Кевин Костнер, понимаете? Я спросила: «Почему я?» Он ответил: «Потому что ты единственная, кто может петь».
В декабре 1995 года выходит саундтрек к фильму «В ожидании выдоха», спродюсированный певцом Бэбифейсом. Хьюстон отказалась от предложения Бэбифейса записать целый альбом для фильма, пожелав, чтобы это был альбом с разными вокалистками в созвучии посланию сильных женщин из фильма. Так, саундтрек включил в себя песни Тони Брэкстон, Ареты Франклин, Брэнди и Мэри Джей Блайдж. Сама Хьюстон записала три песни, включая хит «Exhale (Shoop Shoop)».
В конце 1996 года Хьюстон вместе с хором церкви Greater Rising Star из Атланты записала следующий саундтрек в стиле госпел к фильму «Жена проповедника» (англ. The Preacher’s Wife). С этого альбома вышла пара популярных песен «I Believe in You and Me» и «Step by Step». Саундтрек стал самым продаваемым альбомом в стиле госпел. Эта работа получила положительные рецензии, в некоторых из них отмечалась эмоциональная глубина и феноменальный голос Уитни.
В 1997 году Хьюстон дала концерт Classic Whitney в Вашингтоне, который транслировался по каналу HBO. Помимо известных хитов, она исполнила классические композиции таких знаменитых певиц, как Арета Франклин, Билли Холидей и Дайана Росс. Позже в том же году она снялась в роли Феи в «Золушке» с молодой певицей Бренди. Хьюстон исполнила для фильма две песни — «Impossible» и «There Is Music in You».

### My Love Is Your Love
В ноябре 1998 года выходит четвёртый (не считая трёх предыдущих саундтреков) студийный альбом Хьюстон My Love Is Your Love. Первоначально альбом задумывался как сборник лучших песен, но впоследствии накопилось достаточно нового материала для полноценного нового альбома. Альбом был записан и смикширован всего за шесть недель. В числе продюсеров значатся такие известные деятели американской музыкальной индустрии, как Родни Джеркинс, Вайклеф Жан, Мисси Элиот и Лорин Хилл. Музыка и пение Хьюстон, которые отразились на новом альбоме, обрели новое, более современное звучание по сравнению с прошлыми записями. Такие синглы с альбома, как «Heartbreak Hotel», «My Love Is Your Love», «It’s Not Right But It’s OK» попали в пятерку лучших чарта Billboard и стали международными хитами. В альбом также вошёл дуэт с Мэрайей Кэри «When You Believe» из мультфильма «Принц Египта» (англ. The Prince of Egypt). Рецензии альбома оказались самыми похвальными в музыкальной карьере Хьюстон. Rolling Stone отметил, что она «поёт с горчинкой в голосе, чего не было раньше».
В 1999 году Уитни приняла участие в концерте Divas Live ’99 в Лас-Вегасе вместе с Тиной Тёрнер, Шер и Мэри Джей Блайдж. В том же году она совершила мировое турне My Love Is Your Love Tour. За песню «It’s Not Right But It’s OK» в 2000 году Уитни получила «Грэмми» в номинации «Лучшая ритм-энд-блюз-певица».

## 2000-е годы

### Whitney: The Greatest Hits,Just WhitneyиOne Wish
Весной 2000 года выходит сборник лучших песен Whitney: The Greatest Hits. В альбом вошли прежние баллады, вместо известных быстрых песен были включены их хаус- и ремикс-версии, а также четыре новые песни, включая три дуэта с известными исполнителями: «Could I Have This Kiss Forever» с Энрике Иглесиасом, «Same Script, Different Cast» с Деборой Кокс и «If I Told You That» с Джорджем Майклом. Также был выпущен одноимённый DVD. Оригинальные фотографии для этого издания были выполнены известным и скандальным фотографом и режиссёром Дэвидом Лашапелем.
В том же году Хьюстон выступила на телевизионном концерте, посвященном 25-летию Arista Records. Также Хьюстон стала первым обладателем награды BET Lifetime Achievement Award за свой вклад в чёрную музыку. В августе 2001 года Хьюстон подписала новый контракт на 100 млн долларов США за шесть новых альбомов с Sony BMG, который стал на тот момент самым крупным в истории индустрии музыки, побив рекорд Мэрайи Кэри (контракт которой на $80 млн с EMI был разорван).
В конце 2002 года на пике слухов о своей наркозависимости Хьюстон выпускает свой пятый студийный альбом Just Whitney. Музыкальные критики не были довольны представленными песнями, отмечая, что они являются всего лишь «признаками жизни, но недостаточными для воскрешения» (The San Fransisco Chronicle). Это была работа, которая выполнялась впервые без участия Клайва Дэвиса. Альбом стал коммерчески провальным для певицы.
В конце 2003 года Хьюстон выпускает свой первый рождественский альбом One Wish: The Holiday Album. Рецензии оказались противоречивыми — от замечания об отклонениях в её голосе (Slant Magazine) до «метеорных крещендо» в её музыке (The New York Times). Альбом стал самым слабо продаваемым для Хьюстон.
В 2004 году Хьюстон совершает турне Soul Divas Tour с Натали Коул и Дайон Уорвик по Европе, а также международное турне по Среднему Востоку, России и Азии. В сентябре она сделала сюрприз, выступив на World Music Awards и посвятив это выступление своему наставнику и другу Клайву Дэвису. Публика приветствовала её стоя.

### I Look to You

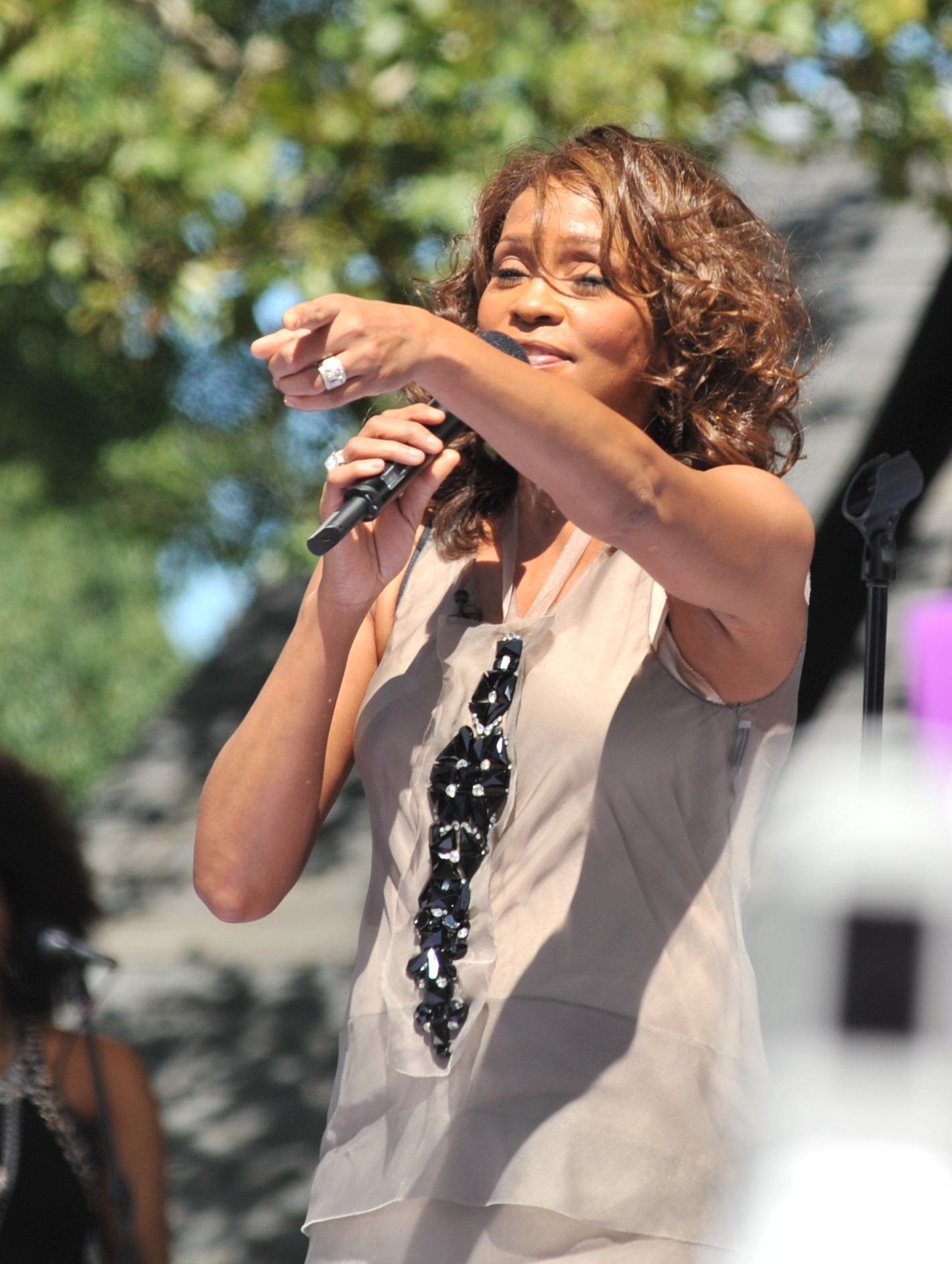
Хьюстон во время выступления на ТВ-шоу Good Morning America в нью-йоркском Центральном парке. 1 сентября 2009

В конце лета 2009 года, после шестилетнего затишья, постоянно сопровождавшегося слухами и заявлениями о записи нового материала, выходит седьмой студийный альбом певицы под названием I Look to You. Хьюстон вновь возвращается под крыло своего наставника Клайва Дэвиса, под чьим руководством было записано большинство альбомов певицы. Над альбомом «I Look to You», помимо Уитни Хьюстон, работали такие ветераны, как Дайан Уоррен, Дэвид Фостер, Ар Келли, а также молодые авторы и исполнители — Алиша Киз, Swizz Beatz, Danja, Джонта Остин, Эйкон и другие.
Пластинка дебютировала на первой строчке американского музыкального чарта Billboard 200 с количеством продаж в 305 тыс. копий за первую неделю. I Look to You повторил успех студийного альбома Whitney 1987 года и саундтрека к «Телохранителю» 1992 года, достигнув вершины главного чарта США. В декабре 2009 года было объявлено, что альбом получил платиновый сертификат, а в январе 2010 года альбом получил двойной платиновый статус. Однако, несмотря на долгожданность и коммерческий успех диска, ни сам альбом, ни его авторы, ни одна из композиций, ни сама Хьюстон не получили ни одной номинации на премию «Грэмми», что оказалось большим разочарованием и очень удивило поклонников и критиков.
Хьюстон дала первое за семь лет интервью Опре Уинфри, которое транслировалось в середине сентября в двух частях. Сама Опра назвала это интервью «самым ожидаемым музыкальным интервью десятилетия» и «самым лучшим интервью, которое она когда-либо брала».
Осенью певица появилась с выступлениями в ряде европейских телепрограмм, рекламируя новый альбом. В октябре было объявлено о новом, первом после My Love Is Your Love World Tour 1999 года мировом турне в поддержку альбома под названием I Look to You Tour, который начался в декабре 2009 года с Москвы и Санкт-Петербурга. Турне продолжилось в Азии, Австралии и Европе с февраля 2010 года под названием Nothing But Love World Tour.

## 2010-е годы
16 января 2010 года Хьюстон получила награду BET Awards за достижения в карьере и за успех альбома I Look to You. 26 января 2010 года вышло юбилейное переиздание дебютного альбома Уитни Хьюстон, Whitney Houston — The Deluxe Anniversary Edition, выпуску которого исполнилось двадцать пять лет.

## Личная жизнь

### Брак с Бобби Брауном
В какие-то моменты мне начинает казаться, что все идет не так. А потом я смотрю на свою маленькую девочку и осознаю, что ей ничего от меня не нужно, ей нужна я – такая, какая есть. И это то, что заставляет меня по-настоящему хотеть жить. Мысль о том, что не я, а кто-то другой будет учить ее каким-то вещам в жизни, для меня невыносима.
В 1980-х годах Уитни Хьюстон имела романтические отношения с футболистом Рэндаллом Каннингемом и актёром Эдди Мерфи. Она также якобы имела связь со своей давней подругой и ассистенткой Робин Кроуфорд, хотя постоянно отрицала лесбийские слухи.
В 1989 году на Soul Train Music Awards Хьюстон познакомилась с певцом из R&B-группы New Edition Бобби Брауном. После трёх лет ухаживания пара поженилась 18 июля 1992 года. У Брауна к тому времени уже были разногласия с законом и трое детей от разных женщин. Несмотря на это, 4 марта 1993 года — после выкидыша, произошедшего за год до этого — Хьюстон родила дочку Бобби Кристину Хьюстон-Браун (1993—2015).
В течение 1990-х годов Бобби Браун и дальше имел проблемы с законом, включая сексуальные домогательства, вождение в нетрезвом виде, драки и даже провёл некоторое время в тюрьме в то время, как у Хьюстон случился третий выкидыш в 1996 году.
В 2000-х годах у Брауна было не меньше проблем. Вокруг пары ходили слухи о наркозависимости обоих. В декабре 2003 года после сообщения о том, что Браун ударил Хьюстон во время их перебранки, он был арестован и обвинён.
После долгой истории со скандалами, супружеской неверностью, злоупотреблением наркотиками и алкоголем, арестами и семейными проблемами, Хьюстон подала бумаги на развод осенью 2006 года. В феврале 2007 года Хьюстон ходатайствовала к суду, чтобы ускорить развод, который состоялся 24 апреля, предоставив ей полное право попечительства над их с Бобби Брауном дочерью. 26 апреля 2007 года Браун подал апелляцию на решение суда, добиваясь от Хьюстон разделения опеки над ребёнком и супружеской поддержки. В заявлении также было указано, что финансовые и эмоциональные проблемы не позволили бывшему супругу правильно отреагировать на прошение Хьюстон о разводе. На судебное слушание 4 января 2008 года Браун не явился в назначенное время, в результате чего судья отменил его апелляцию, оставив в силе решение о полном попечительстве Хьюстон над их дочерью. Кроме того, Браун оказался без адвоката после того, как его юристы отменили с ним дела из-за «провалов в общении».

### Проблемы с имиджем и здоровьем
Когда вы встречаете кого-то, вы имеете дело с его образом. Образ – лишь часть человека, это не цельная картина. Я не всегда хожу в расшитом блестками платье. Я ничей ангел. Я могу опуститься и испачкаться. Я могу быть грубой.
Хотя в 1980-х и начале 1990-х годов у Хьюстон был имидж «хорошей девочки», к концу 1990-х он претерпел значительные изменения. Она часто опаздывала на интервью, фотосессии, репетиции и отменяла концерты и появления на ток-шоу.
11 января 2000 года в Гавайском аэропорту охранники обнаружили в багаже Хьюстон и Брауна марихуану, но пара улетела раньше, чем смогли прибыть уполномоченные. Позже против неё и Брауна было выдвинуто обвинение в хранении наркотиков, которое Хьюстон позже оспорила. Ей было предписано выплатить 2,1 тыс. фунтов стерлингов (4,2 тыс. долларов) в поддержку молодёжной противонаркотической программы вместо общественных работ.
Тем не менее, слухи об употреблении наркотиков певицей не исчезли. Два месяца спустя её импресарио Клайв Дэвис был включен в «Зал славы рок-н-ролла». У Хьюстон было запланировано выступление на мероприятии в честь этого события, но она отменила эти планы за десять минут до начала шоу.
Чуть позже Хьюстон должна была выступать на церемонии вручения премии «Оскар», но была отстранена музыкальным режиссёром и давним другом Бартом Бакарахом. Хотя её пресс-секретарь ссылался на проблемы с горлом как на причину отмены выступления, многие говорили о её проблемах с наркотиками. Позже сообщалось, что голос Хьюстон был дрожащим, она казалась отрешённой, её отношение было небрежным, почти вызывающим. Во время исполнения запланированной песни «Over the Rainbow» она начала петь другую песню, «American Pie».
На интервью для журнала Jane Magazine, по слухам, Хьюстон прибыла поздно, казалась несобранной, даже не могла открыть глаза и играла на воображаемом фортепиано.
Позже в том же году исполнительная ассистентка и лучшая подруга Хьюстон Робин Кроуфорд ушла в отставку из управляющей компании Хьюстон.
В следующем, 2001, году Хьюстон появилась на концерте в честь 30-летия карьеры Майкла Джексона — Michael Jackson: 30th Anniversary Special. Она выглядела шокирующе худой, что вновь подняло волну слухов об употреблении наркотиков, анорексии и булимии. Её пресс-секретарь сообщил, что Уитни находилась в стрессовом состоянии из-за семейных проблем, и по этой причине она не ела. На том же мероприятии она должна была выступить ещё раз, но отказалась без объяснений. Чуть позже в СМИ появились слухи о том, что певица скончалась от передозировки. Её компания быстро опровергла эти слухи.
В конце 2002 года Хьюстон дала интервью Диане Сойер в её программе «Прайм-тайм» на канале ABC. В течение телеинтервью, которое шло в прайм-тайм, певица отвечала на вопросы и говорила о своей скандальной публичной и личной жизни. Вопросы Сойер касались слухов об употреблении наркотиков, о здоровье Уитни и о её многострадальном браке с Брауном. Так, на вопрос о том, употребляет ли она крэк, Хьюстон ответила: «Прежде всего, давайте проясним одну вещь. Крэк дешёвый. Я зарабатываю слишком много, чтобы курить крэк. Давайте уясним это. Окей? Мы не употребляем крэк. Мы не употребляем его. Крэк — это крах (англ. crack is wack)». Её заявление окажется нечестным. Хьюстон, тем не менее, призналась, что употребляла различные наркотические вещества на вечеринках. На вопрос, бил ли когда-либо её муж, она ответила: «Нет, он никогда не бил меня, нет. Я била его. В гневе».
Хьюстон поступила в наркологическую клинику для восстановления в марте 2004 года, но в следующем году она появилась в реалити-сериале Брауна «Быть Бобби Брауном» (англ. Being Bobby Brown), демонстрируя ещё более неуправляемое поведение. В марте 2005 года Хьюстон поступила в ту же клинику, успешно закончив реабилитационный курс. Хотя ходили слухи о наркозависимости Хьюстон, её лейбл настаивал на противоположном.
В последние годы Уитни Хьюстон неоднократно лечилась от алкогольной и наркотической зависимости, много болела. В 2010 году из-за плохого самочувствия было сорвано её мировое турне.
Мне не нравится думать, что я зависима. Мне нравится считать, что у меня есть плохая привычка, с которой можно справиться.

### Тяжба с компанией отца
В 2002 году Хьюстон была вовлечена в юридический конфликт со своим отцом Джоном Хьюстоном, бывшим некогда её менеджером. Президент компании John Houston Enterprise и друг семьи Кевин Скиннер подал в суд на Уитни Хьюстон по поводу нарушения ею контракта и возмещения ущерба в размере 100 млн долларов, но проиграл. Скиннер утверждал, что Хьюстон задолжала его компании ранее невыплаченные компенсации за помощь в проведении переговоров по поводу её контракта на 100 млн с Arista Records, а также за разбирательства с её судебными проблемами. Пресс-секретарь певицы заявил, что её больной в то время 81-летний отец не имел прямого отношения к этому судебному процессу, но Скиннер утверждал иначе.
Отец Хьюстон скончался в феврале 2003 года, но певица не появилась на его похоронах.
Судебное дело было прекращено 5 апреля 2004 года, после того как Скиннер не принял участия в досудебных разбирательствах.

### Тяжба с мачехой
В мае 2008 года мачеха Уитни, Барбара Хьюстон, подала на падчерицу в суд за то, что та якобы неверно распоряжается наследством своего отца, скончавшегося в 2003 году в 82-летнем возрасте. Барбара Хьюстон заявила, что претендует на часть наследства по праву, но Уитни распоряжается им единолично и не оплачивает ипотеку. Хьюстон[кто?] унаследовала пожизненную страховку в размере 1 млн долларов для оплаты ипотеки отца и прочие фонды. Сама Уитни отрицала все претензии.
Напротив, певица подала встречный иск к мачехе, требуя вернуть ей долг в размере 1,6 млн долларов.

## Смерть
Я не саморазрушительная личность. Я не из тех, кто хочет умереть. Я человек, у которого есть жизнь и он хочет жить.

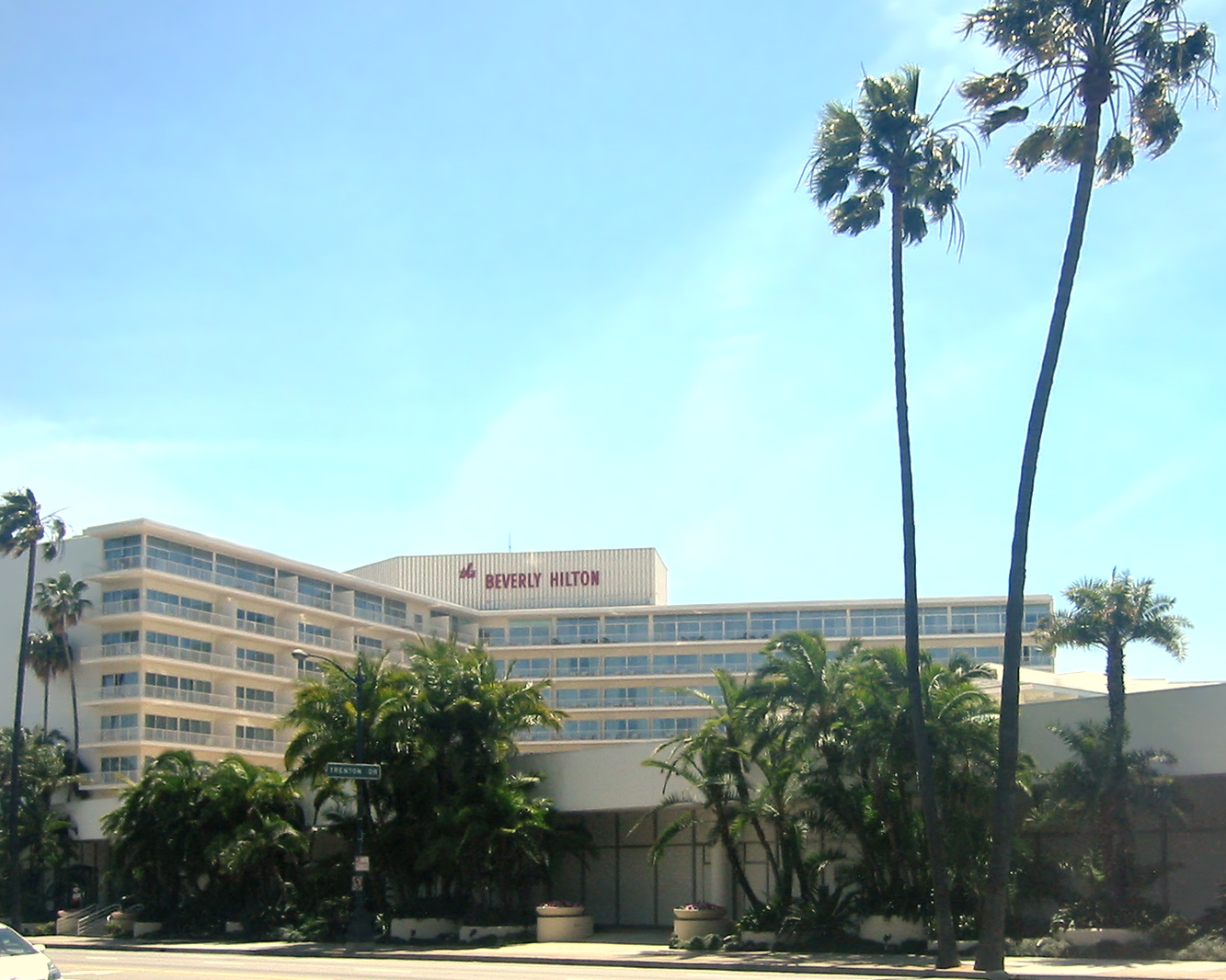
Отель Беверли-Хилтон — место смерти Уитни Хьюстон

Скончалась 11 февраля 2012 года в гостиничном номере отеля Беверли-Хилтон в Беверли-Хиллз накануне 54-й церемонии «Грэмми». Певицу в бессознательном состоянии в ванной гостиничного номера обнаружила её тётя Мэри Джонс. Её пытались вернуть к жизни с помощью сердечно-лёгочной реанимации, но безрезультатно — смерть зарегистрировали в 15:55 по времени Тихоокеанского побережья США. Полиция сразу же исключила версию о насильственном характере смерти. 54-я церемония «Грэмми» была посвящена Хьюстон.
18 февраля 2012 года в Ньюарке, родном городе певицы, состоялась церемония прощания, названная родственниками «Возвращение домой» (Home Going). Церемония, число приглашенных на которую было ограничено до полутора тысяч человек, прошла в баптистской церкви «Новая надежда» (New Hope Baptist Church), в госпел-хоре которой Хьюстон начала солировать в возрасте одиннадцати лет. Среди прочих с речами и исполнением песен выступили Дайон Уорвик, Кевин Костнер, Стиви Уандер, Тайлер Перри, Ар Келли, Алиша Киз, Клайв Дэвис, Си-Си Вайнанс и Би-Би Вайнанс, сестра Патрисия Хьюстон и телохранитель певицы Рей Уотсон. Также на церемонии изначально планировалось выступление Ареты Франклин, однако она не смогла приехать из-за проблем со здоровьем. Бобби Браун, бывший муж певицы, покинул церемонию вскоре после того, как она началась. В конце церемонии хромированный гроб с телом покойной певицы вынесли под звучание её самой известной песни — «I Will Always Love You». Церемония, продлившаяся около четырёх часов вместо запланированных двух, транслировалась в Интернете. По распоряжению губернатора штата, в Нью-Джерси в этот день приспустили все национальные флаги — этой последней почести обычно удостаиваются лишь скончавшиеся государственные деятели.
19 февраля 2012 года Уитни Хьюстон была погребена на кладбище Fairview в Уэстфилде, расположенном в нескольких километрах от Ньюарка. Гроб с телом Хьюстон захоронили рядом с могилой её отца — Джона Рассела Хьюстона (13 сентября 1920 — 2 февраля 2003). Такое желание исполнительница неоднократно выражала при жизни.
23 марта 2012 года были обнародованы результаты полицейского расследования, которые показали, что причинами смерти певицы стали утопление, атеросклеротическая болезнь сердца и употребление кокаина. Смерть представлена как «несчастный случай», и у следствия «нет подозрений на травмы или насилие». По словам представителей следствия, экспертиза показала, что певица была хронической кокаинисткой. Среди других препаратов, обнаруженных в её крови, были названы марихуана, успокаивающее (мышечный релаксант) и антиаллергенный препарат.

## После смерти
12 апреля 2012 года дело о смерти Хьюстон было закрыто.
22-летняя Бобби Кристина Браун, единственная дочь певцов Уитни Хьюстон и Бобби Брауна, находилась в коме после того, как сожитель Ник Гордон обнаружил её 31 января 2015 года в ванной в доме в Розуэлле, штат Джорджия. Она скончалась 26 июля 2015 года в возрасте 22 лет.
Хьюстон посмертно включена в Зал славы рок-н-ролла в Кливленде (штат Огайо).
Мать Уитни Хьюстон, Сисси (1933—2024), пережила мужа на 21 год, дочь на 12 лет, и внучку на 9 лет, скончавшись 7 октября 2024 года в возрасте 91 года.

## Дискография

### Студийные альбомы
- 1985 — Whitney Houston
- 1987 — Whitney
- 1990 — I’m Your Baby Tonight
- 1998 — My Love Is Your Love
- 2002 — Just Whitney
- 2003 — One Wish — The Holiday Album
- 2009 — I Look to You

### Оригинальные саундтреки
- 1992 — The Bodyguard
- 1995 — Waiting to Exhale
- 1996 — The Preacher’s Wife

### Компиляции, концертные и другие альбомы
- 1997 — You Were Loved
- 2000 — Whitney — The Greatest Hits
- 2000 — Whitney — The Unreleased Mixes
- 2001 — Love, Whitney
- 2004 — Artist Collection — Whitney Houston
- 2007 — A Song for You — Live
- 2007 — The Ultimate Collection
- 2009 — The Collection — Whitney Houston
- 2010 — Whitney Houston — The Deluxe Anniversary Edition[26]
- 2011 — The Collection — The Essential Whitney Houston
- 2012 — I Will Always Love You — The Best of Whitney Houston

### Видео/DVD
- 1986 — Number One Video Hits
- 1991 — Star Spangled Banner
- 1991 — Welcome Home Heroes
- 1994 — Concert for a New South Africa
- 1997 — Classic Whitney Concert
- 1999 — VH1 Divas Live’99
- 2000 — The Greatest Hits
- 2000 — Fine/If I Told You That
- 2003 — Try It on My Own/One of Those Days
- 2004 — Artist Collection — Whitney Houston

### Песни № 1 в чартах
- 1985 — «You Give Good Love»
- 1985 — «Saving All My Love for You»
- 1986 — «How Will I Know»
- 1986 — «The Greatest Love of All»
- 1987 — «I Wanna Dance with Somebody (Who Loves Me)»
- 1987 — «Didn’t We Almost Have It All»
- 1987 — «So Emotional»
- 1988 — «Where Do Broken Hearts Go»
- 1988 — «Love Will Save the Day»
- 1988 — «One Moment in Time»
- 1990 — «I’m Your Baby Tonight»
- 1990 — «All the Man that I Need»
- 1992 — «I Will Always Love You»
- 1993 — «I’m Every Woman»
- 1993 — «I Have Nothing»
- 1993 — «Run to You»
- 1993 — «Queen of the Night»
- 1995 — «Exhale (Shoop Shoop)»
- 1998 — «When You Believe»
- 1999 — «Heartbreak Hotel»
- 1999 — «It’s Not Right But It’s OK»
- 1999 — «My Love Is Your Love»
- 2000 — «I Learned from the Best»
- 2002 — «Whatchulookinat»
- 2003 — «One of Those Days»[72]
- 2003 — «Try It on My Own»
- 2003 — «Love that Man»
- 2009 — «Million Dollar Bill»

## Фильмография

### Кино
| Год  |     | Русское название                | Оригинальное название              | Роль                       |
| ---- | --- | ------------------------------- | ---------------------------------- | -------------------------- |
| 1992 | ф   | Телохранитель                   | The Bodyguard                      | Рейчел Мэррон              |
| 1995 | ф   | В ожидании выдоха               | Waiting to Exhale                  | Саванна Джексон            |
| 1996 | ф   | Жена священника                 | The Preacher's Wife                | Джулия Бигз                |
| 1997 | тф  | Золушка                         | Rodgers & Hammerstein’s Cinderella | Фея                        |
| 2012 | ф   | Спаркл                          | Sparkle                            | Эмма                       |
| 2017 | док | Уитни: Могу я быть собой?       | Whitney: Can I Be Me               | играет саму себя (хроника) |
| 2018 | док | Уитни                           | Whitney                            | играет саму себя (хроника) |
| 2022 | док | Я хочу с кем-нибудь потанцевать | I Wanna Dance with Somebody        | играет саму себя (хроника) |

### Сериалы
| Год  |   | Русское название    | Оригинальное название | Роль                                         |
| ---- | - | ------------------- | --------------------- | -------------------------------------------- |
| 1984 | с | Дай мне передышку!  | Gimme a Break!        | Рита («Katie’s College» (3 сезон, 20 серия)) |
| 1985 | с | Серебряные ложки    | Silver Spoons         | Камео («Head Over Heels» (4 сезон, 1 серия)) |
| 2003 | с | Бостонское общество | Boston Public         | Камео                                        |

### Продюсирование
| Год  | Фильм                                    | Русское название                          | Должность               |
| ---- | ---------------------------------------- | ----------------------------------------- | ----------------------- |
| 1997 | Rodgers & Hammerstein’s Cinderella       | Золушка                                   | исполнительный продюсер |
| 2001 | The Princess Diaries                     | Дневники принцессы                        | продюсер                |
| 2003 | The Cheetah Girls                        | Чита Гёрлз                                | исполнительный продюсер |
| 2004 | The Princess Diaries 2: Royal Engagement | Дневники принцессы 2: Как стать королевой | продюсер                |
| 2006 | The Cheetah Girls 2                      | Чита Гёрлз в Барселоне                    | исполнительный продюсер |

## Турне и концерты

### Мировые турне
- 1986 — The Greatest Love Tour
- 1987—1988 — Moment of Truth World Tour
- 1991 — I’m Your Baby Tonight World Tour
- 1993—1994 — The Bodyguard World Tour
- 1999 — My Love Is Your Love World Tour
- 2009—2010 — Nothing But Love World Tour

### Региональные турне
- 1990 — Feels So Right Tour (только в Японии)
- 1997 — The Pacific Rim Tour
- 1998 — The European Tour
- 2004 — Soul Divas Tour

### Примечательные концерты
- 1991 — Welcome Home Heroes with Whitney Houston
- 1994 — The Concert for a New South Africa
- 1997 — Classic Whitney Live from Washington, D.C.

### На английском языке
- Bego, Mark (2012). Whitney Houston!: The Spectacular Rise and Tragic Fall of the Woman Whose Voice Inspired a Generation. Skyhorse Publishing, 256 pages, ill. ISBN 978-1-6208-7254-3
- Crawford, Robyn (2019). A Song for You: My Life with Whitney Houston. Dutton, 336 pages, ill. ISBN 978-1-5247-4284-3
- Houston, Ciccy and Dickey, Lisa; Warwick, Dionne (2013). Remembering Whitney: My Story of Love, Loss, and the Night the Music Stopped. Harper Paperbacks, 320 pages. ISBN 978-0-0622-3840-5
- Kennedy, Gerrik and Brandy (2020). Didn't We Almost Have It All: In Defense of Whitney Houston. Harry N. Abrams, 320 pages. ISBN 978-1-4197-4969-8
- Parish, James Robert (2003). Whitney Houston: The Unauthorized Biography. Aurum Pr Ltd., 288 pages. ISBN 978-1-8541-0921-7